# Rare collectives vol.4
『rare collectives vol.4』（レア・コレクティブス・ボリューム・フォー）は、日本のロックバンド、GLAYのコンピレーション・アルバム。2011年3月9日に発売された。

## 解説
2003年に発売された『rare collectives vol.1』『rare collectives vol.2』に続く、カップリング曲等を集めたアルバム。『rare collectives vol.3』と同時発売。公式では、「CONCEPT ALBUM」と言う呼称となっている。
DVDとステッカーが付属する初回限定盤スペシャル・エディションとCDのみ通常盤の2仕様で発売。
『rare collectives vol.3』を同時に購入すると、レア音源を聞けるネットラジオ「レアコレを10倍」楽しく聴く方法」の期間限定配信を聞くことができる特典が添付され、GLAY OFFICIAL SHOPで購入した場合は「レアコレを〜」の完全版が収録されたCDが特典として進呈された（現在は付かない）。

## 収録曲

### Disc 1
1. 棘
36thシングル「鼓動」のカップリング曲。アルバム初収録。
2. 僕達の勝敗
36thシングル「鼓動」のカップリング曲。9thアルバム『LOVE IS BEAUTIFUL』収録曲。
3. ROSY
37thシングル「Ashes.EP」の2曲目。アルバム初収録。
4. SORRY LOVE
37thシングル「Ashes.EP」の3曲目。
5. STARLESS NIGHT
38thシングル「VERB」通常盤のカップリング曲。デジタルシングル「STARLESS NIGHT／-VENUS／SORRY LOVE (2007-2008 Live Ver.)」として配信されていた。アルバム初収録。
6. -VENUS
38thシングル「VERB」初回限定盤のカップリング曲。デジタルシングル「STARLESS NIGHT／-VENUS／SORRY LOVE (2007-2008 Live Ver.)」として配信されていた。アルバム初収録。
7. chronos
40thシングル「SAY YOUR DREAM」のカップリング曲。アルバム初収録。
8. 春までは
40thシングル「SAY YOUR DREAM」のカップリング曲。
9. HIGHCOMMUNICATIONS (RE:MIX 2011 Ver.)
未発表音源。8thアルバム『THE FRUSTRATED』収録曲のリアレンジバージョン。
10. LET ME BE (RATW Ver.)
ライブツアー「GLAY LIVE TOUR 2010-2011 ROCK AROUND THE WORLD」のパンフレットに付属しているCD『THE GREAT VACATION VOL.3 〜RATW edition〜』収録曲。ベストアルバム『THE GREAT VACATION VOL.2 〜SUPER BEST OF GLAY〜』収録曲のリアレンジバージョン。このバージョンはアルバム初収録。
11. Satellite of love (Acoustic Ver.)
ライブツアー「GLAY LIVE TOUR 2010-2011 ROCK AROUND THE WORLD」のパンフレットに付属しているCD『THE GREAT VACATION VOL.3 〜RATW edition〜』収録曲。10thアルバム『GLAY』収録曲のアコースティックバージョン。このバージョンはアルバム初収録。
12. HEART SNOW 〜心に降る雪〜
42ndシングル「Precious」のカップリング曲。アルバム初収録。

### Disc 2
1. 野ばら
奥田民生トリビュート・アルバム『奥田民生・カバーズ』収録曲。GLAYのアルバムには初収録。
2. MOTHER NATURE'S SON
37thシングル「Ashes.EP」のカップリング曲。ザ・ビートルズの「MOTHER NATURE'S SON」のカバー。GLAYのアルバムには初収録。
3. WITH OR WITHOUT YOU
38thシングル「VERB」のカップリング曲。U2の「WITH OR WITHOUT YOU」のカバー。アルバム初収録。
4. SUFFRAGETTE CITY
39thシングル「紅と黒のMATADORA／I LOVE YOUをさがしてる」のカップリング曲。デヴィッド・ボウイのカバー。アルバム初収録。
5. THE MEANING OF LIFE
40thシングル「SAY YOUR DREAM」のカップリング曲。オフスプリングのカバー。アルバム初収録。
6. 冬のエトランジェ (THE GREAT VACATION -extra- Live ver.)
41stシングル「I am xxx」のカップリング曲。アルバム初収録。
7. 彼女の“Modern…” (再録)
42ndシングル「Precious」のカップリング曲。3rdシングル「彼女の“Modern…”」の再録バージョン。このバージョンはアルバム初収録。
8. 生きてく強さ (再録)
7thシングル「生きてく強さ」の再録バージョン。未発表音源。
9. Don't Look Back In Anger 
オアシスの「Don't Look Back In Anger」のカバー。未発表音源。

### DVD（初回限定盤のみ）
- ROCK SHOCK VOL.4 at Shibuya O-EAST

1. ACID HEAD
2. BROTHEL CREEPERS
3. MERMAID
4. 変な夢 〜THOUSAND DREAMS〜
5. グロリアス
6. 都忘れ
7. ASHES -1969-
8. Lock on you
9. SORRY LOVE
10. HOWEVER
11. KISSIN' NOISE
12. 誘惑
13. ピーク果てしなく ソウル限りなく
14. BEAUTIFUL DREAMER
ENCORE
15. HAPPY SWING
16. SHUTTER SPEEDSのテーマ
17. 彼女の“Modern…”
18. ROCK'N'ROLL SWINDLE

TAKURO INTERVIEW
- ROCK AROUND THE WORLD LIVE DVD & Blu-ray SPOT

## 演奏
Disc 1
- 永井利光：Drums (#1-6.12)
- 草間敬：Manipulator (#1)
- 佐久間正英
  - Keyboards (#2.3.5.6.8.12)
  - Piano (#2.3.4.6.8)
  - Strings (#4)
  - Programming (#8)
- 金原千恵子ストリングス：Strings (#7)
- DJ Mass MAD Izm*：All Programming & Scratch (#9)
- VIVID Neon：Remix (#9)
- 瀧田敏広：Additional Keyboards (#9)
- 永井誠一郎：Piano (#10.11.12)
- 四家卯大：Cello (#10)
- クラッシャー木村ストリングス：Strings (#11)

Disc 2
- 永井利光：Drums
- 佐久間正英
  - Keyboards (#2.3.4.7.8.9)
  - Piano (#9)
- 永井誠一郎：Acoustic Piano (#6)